# Мускариновый ацетилхолиновый рецептор M2
Мускариновый ацетилхолиновый рецептор M2, также известный как холинергический рецептор, м2-холинорецептор, — это м-холинорецептор, который у человека кодируется геном CHRM2.

## Функции

### Сердце
М2-мускариновые рецепторы расположены в сердце, где они замедляют сердечный ритм до нормального синусового ритма после положительного стимулирующего действия парасимпатической нервной системы, путём замедления скорости деполяризации. Они также уменьшают сократительную силу сердечной мышцы предсердия и уменьшают скорость проведения в атриовентрикулярном узле (АВ узел). Однако они не оказывают влияния на силу сокращения мышц желудочков.

### Обонятельное поведение
Играют роль в поведении, связанном с обонянием (например, различении запахов, агрессии, спаривании).

## Механизм действия
М2 мускариновые рецепторы действуют через рецепторы типа Gi, что вызывает снижение цАМФ в клетке и, как правило, ведет к ингибирующему эффекту. М2 рецепторы, по видимому, могут выступать в качестве ауторецепторов.
Кроме того, они модулируют мускариновые калиевые каналы. В сердце это ведёт к снижению частоты сердечных сокращений. Они делают это с помощью G-бета-гамма-субъединицы G-белка связанного с М2. Эта часть G-белка может открывать K+ каналы клеток проводящей системы сердца, что приводит к усилению выходящего тока калия, что замедляет сердечный ритм.

## Лиганды
В настоящее время существует несколько высокоселективных М2 агонистов, хотя имеется также несколько неселективных мускариновых агонистов, стимулирующих М2, а также ряд селективных М2 антагонистов.

### Агонисты
- метахолин (селективный агонист мускариновых М2 рецепторов)
- (2S,2’R,3’S,5’R)-1-метил-2-(2-метил-1,3-оксатиолан-5-ил)пирролидин 3-сульфоксид метил йодид (селективен для М2, но только частичный агонист)[10]
- Берберин

### Антагонисты
- Атропин[8]
- Гиосциамин[11]
- Диметинден — N,N-Диметил-3-[1-(2-пиридинил)этил]-1H-инден-2-этанамин, код CAS 121367-05-3, смешанный антагонист М2 и гистаминовых Н1 рецепторов
- Отензепад — 11-([2-[(Диэтиламино)метил]-1-пиперидинил]ацетил)-5,11-дигидро-6H-пиридо[2,3-b][1,4]бензодиазепин-6-он, код CAS 102394-31-0
- AQRA-741 — 11-([4-[4-(Диэтиламино)бутил]-1-пиперидинил]ацетил)-5,11-дигидро-6H-пиридо[2,3-b][1,4]бензодиазепин-6-он, код CAS 123548-16-3
- AFDX-384 (смешанный М2/М4 антагонист) — N-[2-[2-[(Дипропиламино)метил]-1-пиперидинил]этил]-5,6-дигидро-6-оксо-11H-пиридо[2,3-b][1,4]бензодиазепин-11-карбоксамид, код CAS 118290-27-0
- Дицикломин
- Торазин
- Димедрол
- Дименгидринат
- толтеродин[8]
- оксибутинин[8]
- ипратропия[8]
- метоктрамин[12]
- трипитрамин
- галламин
- хлорпромазин